# 呪怨 ザ・グラッジ3
『呪怨 ザ・グラッジ3』（じゅおん ザ グラッジスリー、原題:The Grudge 3）は、2009年製作のアメリカのホラー映画。『呪怨』ハリウッド・リメイク版のシリーズ第3作。アメリカ並びに日本では劇場未公開。

## 概要
『THE JUON/呪怨』（2004年）、『呪怨 パンデミック』（2006年）と続いた、アメリカ版『呪怨』シリーズの3作目。劇場公開された前作、前々作と異なり、アメリカ本国と日本では最初からビデオスルー扱いになった。
これまでの『呪怨』シリーズは、エピソードの時系列を入れ替えた非線形の語り口が特徴だったが、『呪怨 ザ・グラッジ3』はシリーズで初めて、時系列順に物語が進む直線形のストーリーになっている。物語はハリウッド・リメイク版の第2作『呪怨 パンデミック』と繋がっており、前作で唯一生き残った少年ジェイク（マシュー・ナイト）が、伽椰子の呪いに怯えながら病院に収容されている所から始まる。
本作はアメリカ版『呪怨』シリーズで、初めて本国でR指定を受けた。ただし日本版DVDには年齢制限がかけられていない。

## ストーリー
佐伯伽椰子の呪いで家族を失い、独りで生き残ったジェイクは、病院に収容された後も怯えていた。主治医のサリバンが目を離していた間に、ジェイクは伽椰子に殺される。シカゴの一家全滅事件を知った伽椰子の妹・ナオコは、事態を収拾するために東京を発ち、問題のアパートへと向かう。
事件が起きたアパートは次々と住人が去り、リサは恋人のアンディと空き部屋の中でセックスをするのが趣味だった。ある日アンディとリサはセックスをする場所を探して305号室に入るが、一家が死んだ部屋であることに気づいたリサは慌てて部屋を出る。リサは兄マックスと8歳の妹ローズとの3人暮らしで、兄が大家のブラスキーからアパートの管理を任される代わりに、家賃なしで住んでいる。しかしここにも伽椰子の呪いは広がり続け、住人のブレンダはバスタブに引き込まれて死に、ローズの面倒を見てくれる親切な婦人グレチェン、リサの恋人アンディ、そしてアパート大家のブラスキーが死んで行く。
アンディが不可解な死を遂げた後、その背景を詳しく調べていたサリバンは、東京の一軒家で起きた佐伯一家の殺人事件のことをサラに話す。アンディはずっと長い黒髪の女と、男の子の霊を恐れていたというが、サラとローズもアパートでその男児・佐伯俊雄を見かけていた。しかしサリバンもまた病院内に現われた伽椰子に殺される。アパートでサラと知り合ったナオコは、かつて姉の伽椰子が、イタコだった母親の怨霊祓いの儀式のせいで異常になったことを話した。この呪いの連鎖を断ち切るべく、伽椰子を封印するお祓いに協力して欲しいとナオコは頼むが、怖くなったサラはそれを断る。
ブラスキーから管理職を解雇されたことで苛立つマックスは、佐伯剛雄の霊に憑りつかれて別人のようになる。ナオコへの協力を一度は断ったサラだったが、変貌した兄を見て考え直し、お祓いに手を貸すことにする。しかしナオコが容器に貯めていた伽椰子の血液を飲むようローズに進めると、それを拒絶したサラはローズを連れて部屋を出てしまう。その隙にナオコはマックスに惨殺され、伽椰子がサラへと迫る中、ナオコの部屋に戻ったローズは椀の中の血を飲み干す。
伽椰子の姿が消え、マックスは正気を取り戻すものの、殺されたナオコは新たな呪いの元凶と化してマックスを殺す。アパートでの事件が全て終わった夜、救急車で搬送される前のローズを抱きしめて「いつも一緒にいるよ」と語りかけるサラに抱きついているのは、ローズの中にいる伽椰子であった。

## キャスト
| 役名                 | 俳優                                                       | 日本語吹替 |
| -------------------- | ---------------------------------------------------------- | ---------- |
| リサ                 | ジョアンナ・ブラッディ                                     | 片岡身江   |
| マックス             | ギル・マッキニー                                           | 志村知幸   |
| ナオコ               | 池端えみ                                                   | 佐古真弓   |
| ローズ               | ジェイデイ・ホブソン                                       | うえだ星子 |
| アンディ             | ボー・マーショフ                                           | 西健亮     |
| グレチェン           | マリーナ・サーティス                                       | 片貝薫     |
| ジェイク・キンブル   | マシュー・ナイト                                           | 亀岡真美   |
| サリバン             | ショウニー・スミス                                         | 藤貴子     |
| ブラスキー           | マイケル・マッコイ                                         |            |
| ブレンダ             | ミハエラ・ナンコヴァ                                       |            |
| 佐伯伽椰子           | 堀内愛子                                                   |            |
| 佐伯俊雄             | 土屋神葉                                                   |            |
| アーカイブ出演       | 藤貴子、松山鷹志 尾関優哉、田中碧海 瀧澤京香、キム・ミヨリ |            |
| 日本語版制作スタッフ |                                                            |            |
| 演出                 | 演出                                                       | 宇出喜美   |
| 翻訳                 | 翻訳                                                       | 日笠千晶   |
| 字幕                 | 字幕                                                       | 種市譲二   |

## スタッフ
- 監督 - トビー・ウィルキンス（英語版）[6]
- 脚本 - ブラッド・キーン[6]
- 製作総指揮 – ダグ・デイヴィソン[7]、ロイ・リー[7]、清水崇[7]、J.R.ヤング[7]
- 製作 - アンドリュー・フェッファー[6]、一瀬隆重[6]
- 原案 – 清水崇[6]
- 撮影 - アントン・バカースキー[6]
- 編集 - ジョン・クイン[6]
- 音楽 - ショーン・マクマーン[6]
- 美術 - ボビー・ミハイロフスキー[6]
- 衣装デザイン - マリア・ムラデノーヴァ[7]
- 特殊メイク - イヴェタ・ペトロワ[7]
- 特殊効果 - ヴァスコ・ディコフ[7]
- 視覚効果 - クリスチャン・ブラウン[7]
- 視覚効果スーパーバイザー – ジョージ・カーウッド[7]

## 製作
『呪怨 パンデミック』は、そこそこの成功を収めたものの、2,000万ドルの製作費に対して興行収入は7,000万ドルと、前作ほどの大ヒットには至らず、製作会社の期待を下回る結果に終わった。第3作は清水崇が監督しないことと、藤貴子の出演が叶わなかったこともあって、ソニー・ピクチャーズはこの映画の製作費を500万ドルに削減し、ビデオスルーで公開することを決めた。
トビー・ウィルキンスが2005年に制作した短編映画『Splinter』が、ホラー映画の祭典『スクリームフェス』で上映された時、同映画祭の審査員にゴースト・ハウス・ピクチャーズのスタッフがいた。ウィルキンスの映画は彼らの目に留まり、まず予算1000ドルで2分間ほどの短編映画を依頼され、次いで『呪怨 パンデミック』のプロモーション用にWeb公開の短編３作を制作することとなった。こうしてゴースト・ハウス・ピクチャーズとの縁が深まったウィルキンスは、製作総指揮にまわった清水に代わって『呪怨 ザ・グラッジ3』の監督に就任した。最初からビデオスルー映画になることを知らされていたが、ウィルキンスは「私は自分の作品の発表するプラットホームが、インターネットだろうがVODだろうが、それを嫌がったことなどないよ」と言って気にしなかった。
清水は『呪怨 パンデミック』制作中に、スタジオから三部作にする予定だと伝えられていた。しかし日本版4作、ハリウッド版2作の『呪怨』6作品を作り続けた清水は、「何度もやっているので、同じことを繰り返しているだけの気がする。新鮮さを保つのは大変です」とインタビューに答えており、3作目は頼れる監督がいれば、プロデュースや脚本だけを担当して、アイデアを出したいと語っていた。また、この時のインタビューで清水は「会議ではプロデューサーや脚本家たちと、どうやったら伽椰子の呪いを止められるのかを話すけど、なかなか良い案が出ない。それならいっそ、拡がり続ける方向で良いのかも。ただ『呪怨3』では、何かが止められるかも知れません」と、第3作の畳み方を匂わせた。
「『ザ・グラッジ3』には、伽椰子の呪いに終わりがあるかも知れないということを、必ず導入したかった」とウィルキンスは明かした。「観客も、果たしてこの呪いは終わるのか、そういったことを考えるだろう。伽椰子の呪いを終わらせることに焦点を当て、どうやってそれに取り組むかを登場人物たちに考えさせることが重要だと思った。それは今までの『呪怨』シリーズで扱われなかったことです」。
清水が監督した『呪怨』シリーズは、登場人物の遅い動きで緊張を高めるのが特徴のため、ウィルキンスもその点を損なわないよう配慮し、シリーズの雰囲気を継承した。

## キャスティング
『呪怨 パンデミック』の撮影中に海外メディアのインタビューに応じた藤貴子は、清水崇から求められる限りは伽椰子を演じたいと話していたが、清水が監督を降りたせいかは定かでないものの、本作の出演を辞退した。前作の俊雄役・田中碧海も出演しないことになったため、幽霊役の2人を広く募集した。2008年2月の募集要項で、伽椰子は“30代前半から半ばの日本人女性”、俊雄は“10歳から11歳の日本人少年”と条件づけられた。
ティム・バートンの友人で、『チャーリーとチョコレート工場』（2005年）にキャンディーショップの日本人店員役で出演している堀内愛子が伽椰子役に決まった。堀内は映画製作と演技を学びながら10年間ロンドンに滞在している日本人女優で、英語も堪能だったのだ。本作のキャストたちは、伽椰子と遭遇した時のリアクションがリアルに見えるようにするため、撮影日まで堀内がメイクしている所も、彼女の姿を見ることも許されなかった。ジョアンナ・ブラッディ、ショウニー・スミスらは、伽椰子に扮した堀内と共演する時、本当に怖かったと語っている。マリーナ・サーティスは「演技がリアルで怖かったから、伽椰子の女優さんに近寄れなかったわ」と苦笑いした。伽椰子の特徴的な動きは『呪怨』の象徴だと考えるウィルキンスは「あの動きを絶対に再現したかった」と語っている
伽椰子の妹ナオコ（池端えみ）が登場するのは、第2作『呪怨 パンデミック』で採用されなかったプロットから持ち越されたアイデアである。前作でスタジオの幹部たちは、伽椰子のバックストーリーを掘り下げるために双子の姉妹を出すよう求めたが、清水が反対したため没になった。なお、藤貴子は本作に出演はしていないが、日本語吹替え版に声優として参加している。

## 撮影
映画は2008年3月3日から、3週間のスケジュールで撮影を開始した。本作はシカゴを舞台にしているが、予算の都合から一部をブルガリアで撮影している。だが出演者とスタッフがブルガリア語を話せなかったことで、現場には複数の通訳が必要になった。
製作のアンドリュー・フェッファーは、本作に参加する前にパリでロケをすると聞かされていたが、契約を済ませた後でロケ地がブルガリアに変更されたと知った。予算が厳しい映画は、難しい大型セットも手ごろな予算で造れるブルガリアが適していたとフェッファーは話す。『呪怨 パンデミック』撮影時は東京に建てられたシカゴのアパートのセットも、前作で使われた設計図を基にブルガリアのスタジオ内に忠実に再現された。製作総指揮のJ.R.ヤングが、前作から続投するキャストのマシュー・ナイトにアパートのセットの感想を聞くと、マシューは中を歩きながら「本当にそっくりだ。壁紙を見ただけで同じだと分かる。懐かしい」と漏らした。
ウィルキンスと彼のスタッフによる『ザ・グラッジ3』の撮影は、ソニー・ピクチャーズのような大手スタジオの基準からすると、かなり素早く効率的に進められた。ウィルキンスは「私が今まで撮ってきた、『Splinter』や他のインディーズ・ホラーの撮影に似ていました。こうした低予算や短いスケジュールにも対応できる経験を積んでいたのが役立った。例え少ない製作費で作ったとしても、それが完成作には現れないよう工夫は出来ます」とインタビューで話している。意外と苦労したのが日本のマンション探しで、ブルガリアの町外れで見つけた建物を採用した。キッチンの様子や内装がアメリカの家庭と違うため、適切な配置かスタッフには不安もあったが、監督のウィルキンスが装飾に詳しかったことから細部まで配慮して、日本人が住む部屋に見えるよう炊飯器などを入手して並べた。
『ザ・グラッジ3』でウィルキンスは、“家族”というテーマを中心にしたストーリーを考え、それは清水が作ってきた『呪怨』シリーズに不可欠な要素と考えた。「伽椰子の怒りや復讐の背景には家族がある。伽椰子の呪いの根源は、家族という力学の中にあるんです。『ザ・グラッジ3』では、そうした悪の力に立ち向かう兄弟の、異なる力学を導入したいと思いました」。清水が歴史を積み上げてきた『呪怨』シリーズに敬意を抱いていたウィルキンスは、「特定のファンが多くいる作品なので、監督を引き継ぐことにプレッシャーはありましたが、とても刺激的な大仕事でした」と語り、『呪怨 パンデミック』のプレミアの時に清水から激励を受け、大変嬉しかったと話した。

## 興行
製作国のアメリカでは2009年5月12日にDVDで初リリースされたが、海外の一部の国では劇場で公開された。ラテンアメリカのメキシコ、ペルー、エクアドル、中東のアラブ首長国連邦、アラブ首長国連邦、そしてアジアの韓国、フィリピンなどがその対象である。各国の中で最速の上映は2009年8月27日公開の韓国だった。興行はメキシコの115万ドル、次いでフィリピンの25万ドルが上々の成績だった。
『呪怨 ザ・グラッジ3』は、推定500万ドルの製作費に対し、国内ビデオ総売り上げ496万ドル、海外での興行成績187万ドルを記録した。

## 評価
レビューアグリケーターのRotten Tomatoesでは、4件の評論家レビューと5万件以上のオーディエンス・スコアを集め、支持率は僅か27％の低評価となっている。
ホラー映画情報サイト『ブラッディ・ディスガスティング』は、「『ザ・グラッジ3』はお気に入りのシリアル食品のノーブランド品を食べているかのようだ。本物と同じぐらい美味しいと、いくら自分に言い聞かせても、心の奥底では味が違う別物だと分かっているのです」と評した。『カミングスーン・ネット』は「呪いの連鎖を終わらせると言いますが、それは完全には展開せず、結末は他の部分と同じく退屈で、答えも新しい情報も何もありません」と不満をコメントした。
『シネファンタスティーク』のスティーブ・ビオドロフスキーは、「ブルガリアで撮影された低予算のビデオ続編だが、あまりにも陰鬱で無気力な作品で、期待外れだった『呪怨 パンデミック』を再評価させるために、敢えてつまらなく作られたようだ」と皮肉を込めて批評した。映画ライターのマット・ローザは自身のHPで“私が『ザ・グラッジ3』を今でも嫌いな理由”と題した記事を書き、「『グラッジ3』は、最初のアメリカ版『呪怨』2作品が何故あれほど成功したのかを完全に誤解している。伽椰子のバックストーリーに不必要な新しい要素を追加することで、抑圧された苦痛と怒りが幽霊の形を取っているという、『呪怨』が持つテーマを混乱させた」と厳しく評している。